# Voie du TOEC
La voie du TOEC (en occitan : via del TOEC) est une voie de Toulouse, chef-lieu de la région Occitanie, dans le Midi de la France.

## Situation et accès

### Description
La voie du TOEC est une voie publique. Elle traverse le quartier de Casselardit.
La chaussée compte une voie de circulation automobile dans chaque sens. Il existe de chaque côté une bande.

### Voies rencontrées
La voie du TOEC rencontre les voies suivantes, dans l'ordre des numéros croissants (« g » indique que la rue se situe à gauche, « d » à droite) :
1. Avenue de Lardenne
2. Rue Louison-Bobet (g)
3. Rue Norbert-Casteret (d)
4. Rue Marcel-Cerdan (g)
5. Rue René-Crabos (g)
6. Impasse Roquemaurel (d)
7. Rue Ernest-Dufer (g)
8. Rue de l'Abbé-Jules-Lemire (d)
9. Rue Gaston-Ramon (g)
10. Rond-point des Médaillés-Militaires
11. Avenue Raymond-Badiou (d)
12. Rue Marie-de-Gournay (d)
13. Rue du Docteur-Suzanne-Noël (d)
14. Rue des Munitionnettes (d)
15. Rue Luce-Boyals (d)
16. Allée Émilie-Bigottini (d)
17. Périphérique (A620) - Échangeur no 29 (g)
18. Rue Luce-Boyals (d)
19. Avenue de Grande-Bretagne

### Transports

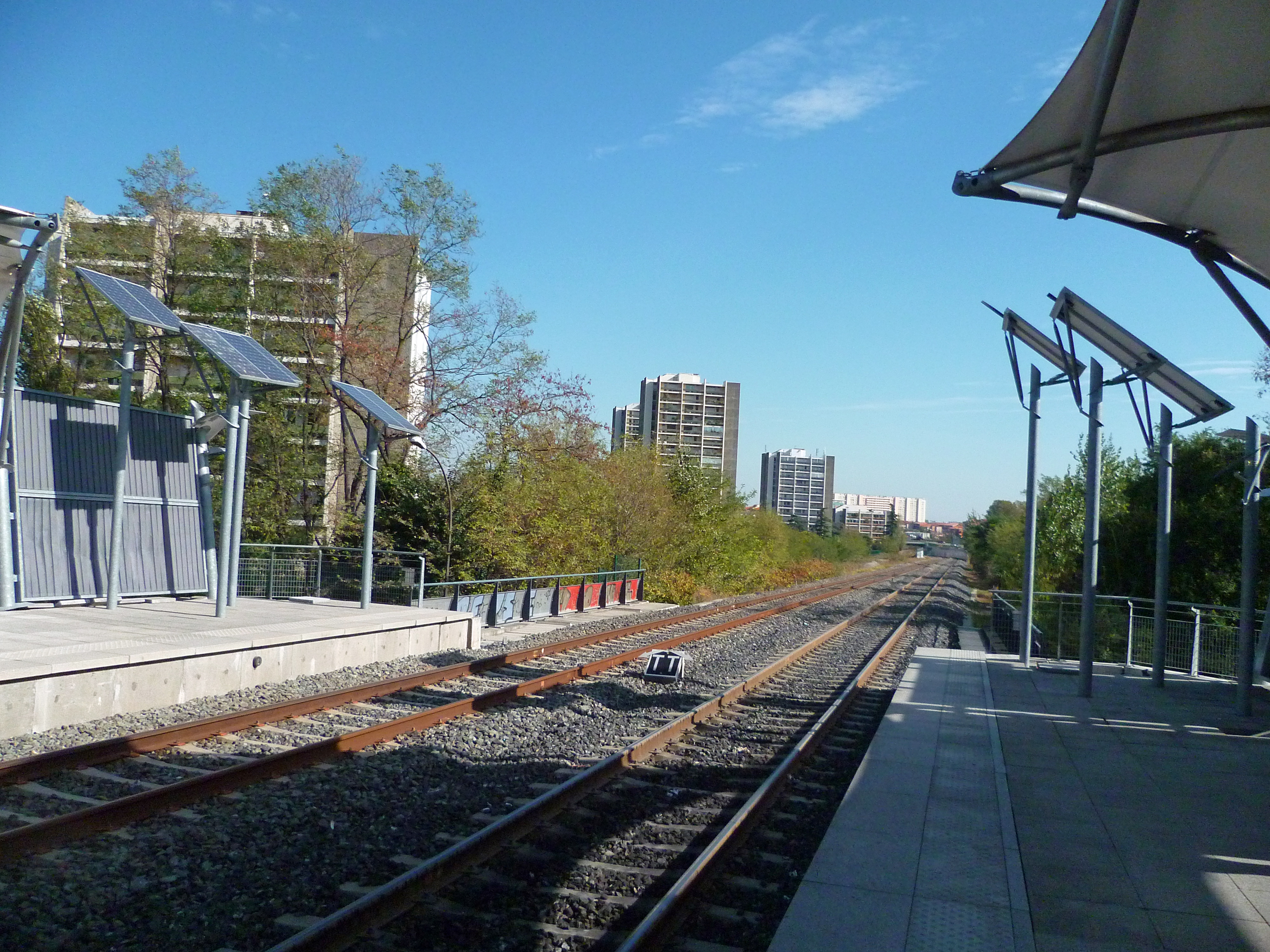
Les quais de la gare du TOEC.

La voie du TOEC est parcourue et desservie sur toute sa longueur par la ligne de Linéo L2. De plus, elle débouche au nord sur l'avenue de Grande-Bretagne, qui abrite la station Cartoucherie, sur la ligne de tramway , ainsi que les arrêts des lignes de Linéo L2 et de bus 4563. Au sud, la voie du TOEC rencontre l'avenue de Lardenne, parcourue par les lignes de Linéo L2L3 et de bus 67.
Enfin, la voie du TOEC abrite la gare du TOEC, une halte ferroviaire sur la ligne de chemin de fer de Toulouse à Auch. Elle est desservie en particulier par la ligne Arènes - Colomiers.
Il existe également plusieurs stations de vélos en libre-service VélôToulouse : les stations no 226 (face 287 rue des Fontaines), no 236 (rue de l'Abbé-Jules-Lemire), no 301 (50 avenue de Lardenne), no 302 (rue du Docteur-Suzanne-Noël) et no 304 (place de la Charte-des-Libertés-Communales).

## Odonymie
La voie du TOEC, tracée en 1972, prit le nom du Toulouse olympique employés club (TOEC) : elle est en effet proche du nouveau stade du TOEC – l'actuel stade Georges-Aybram (actuel no 9 rue Gaston-Ramon).
Le club est fondé en 1912, à la suite de la fusion du Sporting Club toulousain (SCT), devenu Toulouse olympique (TO) deux ans plus tard – un des premiers clubs omnisports de la ville – et du Toulouse employés club (TEC). Le TOEC occupe d'abord un terrain, désigné comme le Parc des Sports du TOEC, entre le chemin de l'Embouchure (actuelle rue des Amidonniers) et l'allée de Brienne, à proximité des bassins des filtres du canal latéral à la Garonne. Il compte un stade de rugby, une piscine, un fronton de pelote basque et des courts de tennis,. Mais en 1964, le terrain le Parc des Sports du TOEC est réquisitionné par le ministère de l'Éducation nationale afin d'y aménager une cité universitaire : le TOEC part donc jouer au stade des Minimes. Enfin, en 1984, le TOEC investit son nouveau stade, devenu en 2012 le stade Georges-Aybram.

## Patrimoine et lieux d'intérêt

### Écoquartier de la Cartoucherie
- no  74 : École régionale de santé.

### École d'ingénieurs de Purpan

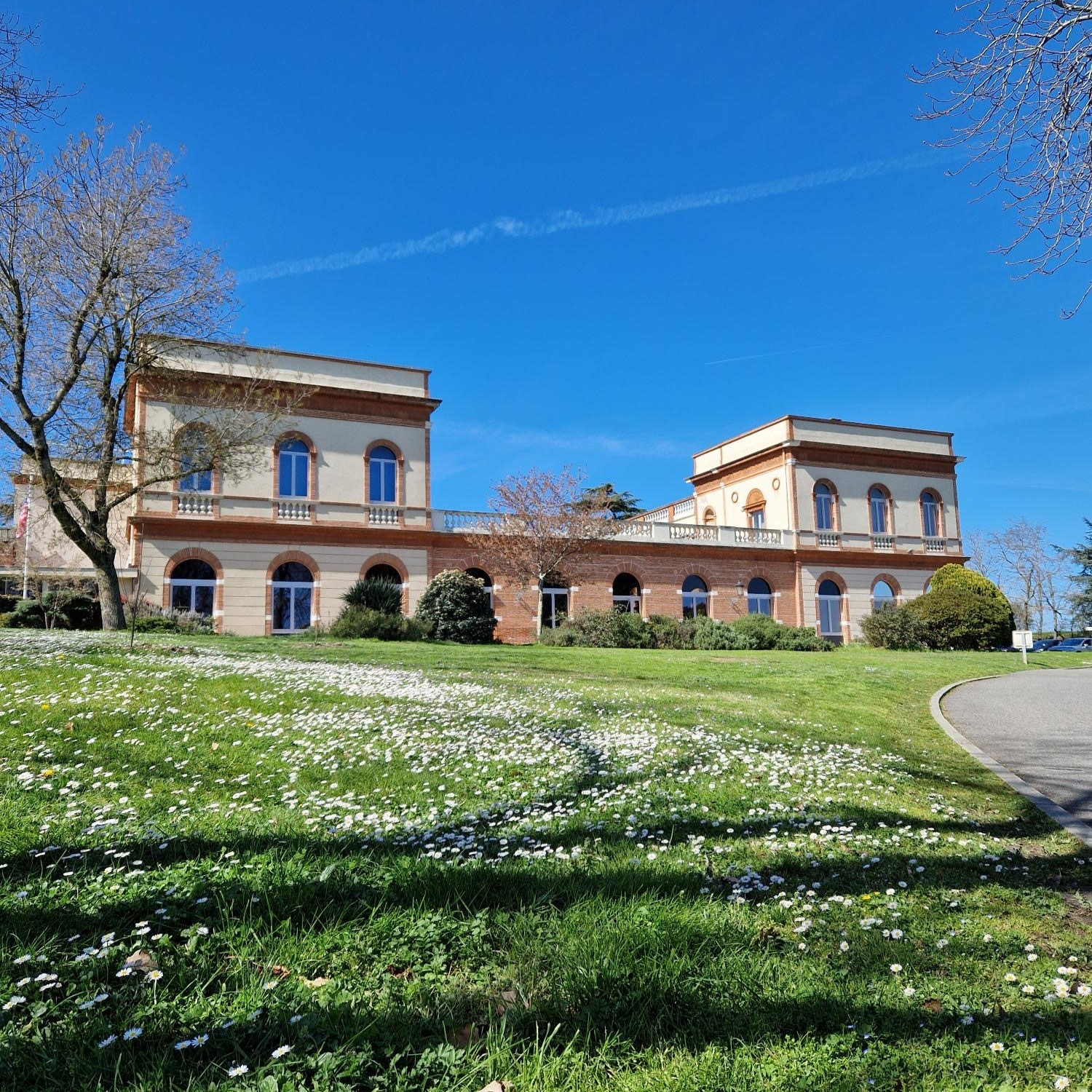
no 75 : le château de Purpan, au cœur de l'école d'ingénieurs du même nom

À la fin du XVe siècle existe un domaine agricole, Lavelanet, appartenant au notaire Léonard Rolland. En 1608, il passe à François Purpan, chirurgien du roi, puis en 1696, à Pierre Colonis : il comprend alors un logis, des granges, des étables, un pigeonnier et des vignes. En 1784, il devient la propriété de Françoise-Claire et Jeanne-Marie-Marthe Dubarry, les deux sœurs de Jean-Baptiste (1723-1794) et Guillaume Dubarry (1732-1811), et donc belles-sœurs de Jeanne Bécu, plus connue sous le nom de Madame du Barry (1743-1791), dernière maîtresse officielle de Louis XV. Elles engagent des travaux d'embellissement du château de Purpan, dans le goût néoclassique, peut-être par Jean-Arnaud Raymond, qui est alors architecte des États de Languedoc.
Au cours du XIXe siècle, le château, qui reste entre les mains des héritiers de la famille Dubarry, est en partie remanié. En 1920, il est acquis par l'administration de l'École supérieure d'agriculture, une école technique privée catholique fondée l'année précédente par l'assemblée des évêques protecteur de l'Institut catholique et confiée les Jésuites – l'actuelle École d'ingénieurs de Purpan. Depuis, le château et son domaine ont connu des transformations : l'intérieur du château est adapté à ses nouvelles fonctions, tandis qu'un bâtiment est élevé contre la façade sud, et que le parc est réduit par la constructions de nouveaux bâtiments, et même partiellement démembré par le percement de la rocade ouest (actuel périphérique/autoroute A620) et la création de parcs publics.

### Jardins du Barry
Les jardins du Barry sont un vaste parc de 87 650 m2, aménagé en 1978 sur une partie de l'ancien domaine du château de Purpan.